# Imani McGee-Stafford
Imani Trishawn McGee-Stafford, già coniugata Boyette (Los Angeles, 11 ottobre 1994), è una cestista statunitense, professionista nella WNBA.
È la figlia di Pamela McGee e la sorella di JaVale McGee.

## Palmarès
- WNBA All-Rookie First Team (2016)